# Chthonos
Chthonos là một chi nhện trong họ Theridiosomatidae.

## Phân loại
- Chthonos kuyllur Dupérré & Tapia, 2017
- Chthonos pectorosa (O. Pickard-Cambridge, 1882)
- Chthonos peruana (Keyserling, 1886)
- Chthonos quinquemucronata (Simon, 1893)
- Chthonos tuberosa (Keyserling, 1886)